# Agalychnis
Genre
Synonymes
- Pachymedusa Duellman, 1968

Agalychnis est un genre d'amphibiens de la famille des Phyllomedusidae.

## Répartition
Les treize espèces de ce genre se rencontrent du Mexique au Nord de l'Amérique du Sud.

## Liste des espèces
Selon Amphibian Species of the World (21 avril 2016) :
- Agalychnis annae (Duellman, 1963)
- Agalychnis buckleyi (Boulenger, 1882)
- Agalychnis callidryas (Cope, 1862)
- Agalychnis dacnicolor (Cope, 1864)
- Agalychnis danieli (Ruiz-Carranza, Hernández-Camacho & Rueda-Almonacid, 1988)
- Agalychnis hulli (Duellman & Mendelson, 1995)
- Agalychnis lemur (Boulenger, 1882)
- Agalychnis medinae (Funkhouser, 1962)
- Agalychnis moreletii (Duméril, 1853)
- Agalychnis psilopygion (Cannatella, 1980)
- Agalychnis saltator Taylor, 1955
- Agalychnis spurrelli Boulenger, 1913
- Agalychnis terranova Rivera-Correa, Duarte-Cubides, Rueda-Almonacid & Daza-R., 2013

## Publication originale
- Cope, 1864 : Contributions to the herpetology of tropical America. Proceedings of the Academy of Natural Sciences of Philadelphia, vol. 16, p. 166-181 (texte intégral).